# Aplysia
Aplysia Linnaeus, 1767 è un genere di molluschi gasteropodi della famiglia Aplysiidae, noti anche come lepri di mare.

## Tassonomia
Il genere comprende le seguenti specie:
- Aplysia argus Rüppell & Leuckart, 1830
- Aplysia atromarginata Bergh, 1905
- Aplysia brasiliana Rang, 1828
- Aplysia californica J. G. Cooper, 1863
- Aplysia cedrosensis Bartsch & Rehder, 1939
- Aplysia cervina (Dall & Simpson, 1901)
- Aplysia cornigera G. B. Sowerby I, 1869
- Aplysia dactylomela Rang, 1828
- Aplysia depilans Gmelin, 1791
- Aplysia dura Eales, 1960
- Aplysia elongata (Pease, 1860)
- Aplysia extraordinaria (Allan, 1932)
- Aplysia fasciata Poiret, 1789
- Aplysia ghanimii Golestani et al., 2019
- Aplysia gigantea G. B. Sowerby I, 1869
- Aplysia hooveri Golestani et al., 2019
- Aplysia inca d'Orbigny, 1837
- Aplysia japonica G. B. Sowerby I, 1869
- Aplysia juanina (Bergh, 1898)
- Aplysia juliana Quoy & Gaimard, 1832
- Aplysia keraudreni Rang, 1828
- Aplysia kurodai Baba, 1937
- Aplysia maculata Rang, 1828
- Aplysia morio (A. E. Verrill, 1901)
- Aplysia nigra d'Orbigny, 1837
- Aplysia nigrocincta E. von Martens, 1880
- Aplysia oculifera A. Adams & Reeve, 1850
- Aplysia parva Pruvot-Fol, 1953
- Aplysia parvula Mörch, 1863
- Aplysia perviridis (Pilsbry, 1895)
- Aplysia pilsbryi (Letson, 1898)
- Aplysia pulmonica Gould, 1852
- Aplysia punctata (Cuvier, 1803)
- Aplysia rehderi Eales, 1960
- Aplysia reticulata Eales, 1960
- Aplysia reticulopoda Beeman, 1960
- Aplysia robertsi (Pilsbry, 1895)
- Aplysia rudmani Bebbington, 1974
- Aplysia sagamiana Baba, 1949
- Aplysia sowerbyi Pilsbry, 1895
- Aplysia sydneyensis G. B. Sowerby I, 1869
- Aplysia tanzanensis Bebbington, 1974
- Aplysia vaccaria Winkler, 1955
- Aplysia vistosa Pruvot-Fol, 1953